# San Diego (Texas)
San Diego è un comune (city) degli Stati Uniti d'America che si trova tra le contee di Duval, della quale è capoluogo, e quella di Jim Wells, nello Stato del Texas. La popolazione era di 4,488 persone al censimento del 2010.

## Geografia fisica
San Diego è situata a 27°45′45″N 98°14′20″W (27.762559, -98.238771). Si trova a 10 miglia (16 km) ad ovest di Alice, 56 miglia (90 km) ad ovest di Corpus Christi, e 84 miglia (135 km) ad est di Laredo.
Secondo lo United States Census Bureau, ha un'area totale di 1,9 mi² (4,92 km²).

## Società

### Evoluzione demografica
Secondo il censimento del 2000, c'erano 4,753 persone.

### Etnie e minoranze straniere
Secondo il censimento del 2000, la composizione etnica della città era formata dal 78,06% di bianchi, lo 0,27% di afroamericani, lo 0,78% di nativi americani, lo 0,02% di asiatici, lo 0,04% di oceanici, il 17,72% di altre razze, e il 3,11% di due o più etnie. Ispanici o latinos di qualunque razza erano il 96,87% della popolazione.